# Lucky Luke – Den kompletta samlingen
Lucky Luke – Den kompletta samlingen är en internationellt producerad bokserie som samlar den fullständiga serieproduktionen av den fransk-belgiska tecknade serien Lucky Luke i kronologisk följd. Utgivningen inleddes 2003, och bakom utgivningen står den danska mediekoncernen Egmonts dotterbolag i Sverige (Egmont Kärnan), Danmark (Egmont Serieforlaget), Norge (Egmont Serieforlaget), Finland (Egmont Kustannus), och Tyskland (Egmont Ehapa). Hittills (2012) har bokserien kommit att omfatta 26 utgåvor, varav den sista – omfattande åren 2008–2011 – endast publicerats i Tyskland.
Utöver serieproduktionen innefattar volymerna även redaktionellt material, författat av den tyske serieteoretikern och Lucky Luke-kännaren Horst Berner. Per A.J. Andersson ansvarade för faktagranskningen av de svenska utgåvorna och översatte de tidigare otryckta serieepisoderna.
Utgivningen omfattar dessutom två fackböcker: "Boken om Morris" ("La Face cachée de Morris", 1992) av Yvan Delporte, och "Morris och hans värld" ("L'univers de Morris", 1988) av Philippe Mellot, båda utgivna 2004.